# Aleksandr Swietłow
Aleksandr Swietłow (ur. 8 kwietnia 1984 w Mińsku) – białoruski skoczek narciarski. Uczestnik mistrzostw świata seniorów (2003), mistrzostw świata w lotach narciarskich (2004), mistrzostw świata juniorów (2002), zimowej uniwersjady (2003) oraz zimowego olimpijskiego festiwalu młodzieży Europy (2001).

## Życiorys
Swietłow w oficjalnych zawodach międzynarodowych rozgrywanych pod egidą FIS występował w latach 2001–2004. Jego pierwszym startem był Zimowy Olimpijski Festiwal Młodzieży Europy 2001 w Vuokatti, w którym zajął 40. lokatę w konkursie indywidualnym.
W grudniu 2001 w Lahti po raz pierwszy przystąpił do rywalizacji w Pucharze Kontynentalnym, dwukrotnie odpadając w kwalifikacjach. W 30 próbach w zawodach tej rangi nigdy nie zdobył punktów. Najwyższą pozycję zanotował 24 stycznia 2004 w Braunlage, gdzie był 48. (ex aequo z Alessio Bolognanim i Boyem van Baarle).
Mimo braku punktów Pucharu Kontynentalnego (do tego czasu Swietłow nie zdołał nawet zakwalifikować się do żadnego z konkursów głównych tego cyklu) 18 stycznia 2002 po raz pierwszy wziął udział w zmaganiach w Pucharze Świata. W kwalifikacjach do rozgrywanego dzień później pierwszego konkursu w Zakopanem zajął 54. lokatę, wyprzedzając Mateja Urama, Grzegorza Sobczyka, Daniela Bachledę i Jouko Heina, odpadając tym samym z dalszej rywalizacji. Był to jego jedyny indywidualny start w zawodach tej rangi – w Pucharze Świata wystartował jeszcze tylko raz – 15 lutego 2004 w Willingen z reprezentacją swojego kraju zajął 11. miejsce w konkursie drużynowym. W swojej karierze trzykrotnie brał również udział w zawodach drużynowych Letniego Grand Prix, najwyżej plasując się na 11. pozycji.
W styczniu 2002 wystartował w mistrzostwach świata juniorów, zajmując indywidualnie 53. miejsce. Rok później wziął udział w zimowej uniwersjadzie – indywidualnie był 34. (skocznia duża) i 35. (normalna), a w rywalizacji drużynowej z reprezentacją swojego kraju zajął 9. miejsce.
W lutym 2003 wziął udział w mistrzostwach świata seniorów – odpadł w kwalifikacjach do obu konkursów indywidualnych (na skoczni dużej wyprzedził 6 sklasyfikowanych rywali, a na normalnej tylko Csabę Magdo), a w konkursie drużynowym zajął z Białorusią 12. lokatę. W lutym 2004 wystartował w Mistrzostwach Świata w Lotach Narciarskich 2004, w obu konkursach zajmując ostatnią pozycję – w rywalizacji indywidualnej 54., a w drużynowej 10.